# Jack Lemmon
John Uhler Lemmon al III–lea (n. 8 februarie 1925, Massachusetts, SUA – d. 27 iunie 2001, Los Angeles, California, SUA), cunoscut sub numele de Jack Lemmon, a fost un actor de filme american, câștigător a numeroase premii cinematografice.

## Viața și cariera

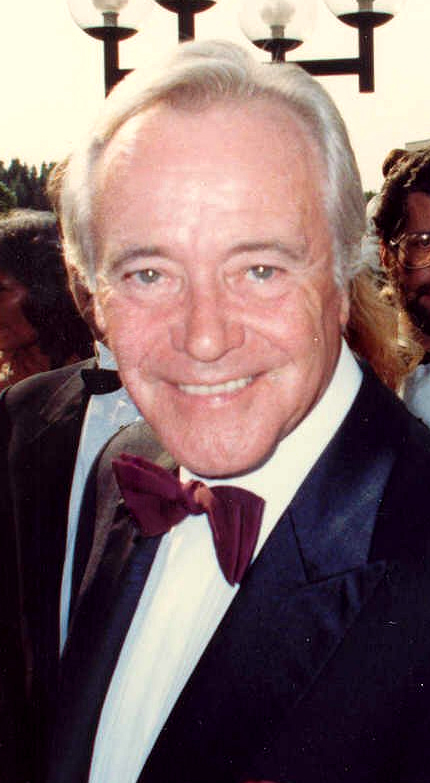
Jack Lemmon

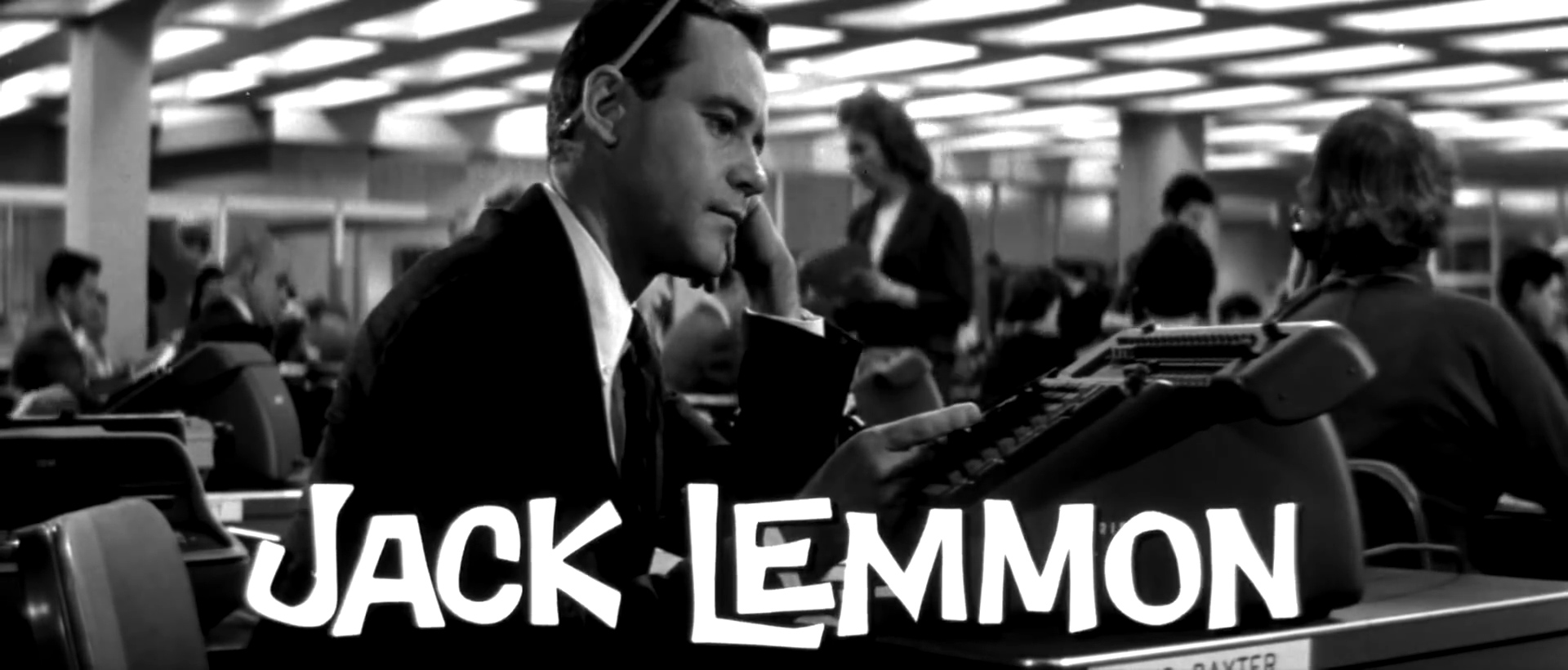
Jack Lemmon

Jack Lemmon s-a născut într-un lift din orașul Newton statul Massachusetts, o suburbie a Bostonului, unde tatăl său era președintele unei companii de gogoși. După ce a urmat Academia Phillips și Universitatea Harvard, Lemmon s-a înrolat în Marina Militară a Statelor Unite. După terminarea stagiului militar, a început să lucreze ca actor în teatru, radio și televiziune.
Debutul pe marele ecran l-a avut într-un rol episodic în filmul din 1949 The Lady Takes a Sailor, dar nu a fost remarcat până la debutul oficial alături de Judy Holliday în It Should Happen to You din 1954.
A devenit unul din actorii preferați ai regizorului Billy Wilder, jucând în filmele sale Unora le place jazz-ul (Some Like It Hot), Apartamentul (The Apartment), Irma La Douce și Avanti.
Lemmon a fost primul actor care a obținut premiul Oscar atât pentru "Cel mai bun actor în rol principal" cât și pentru "Cel mai bun actor în rol secundar". A primit Oscarul pentru rol secundar în filmul Mister Roberts (1955), iar pentru rol principal în filmul Salvați tigrul (Save The Tiger) din (1973).  A fost de asemenea nominalizat la Premiul Oscar pentru cel mai bun actor pentru rolurile sale din Unora le place jazz-ul (1959) (Some Like It Hot), The Apartment (1960) (Apartamentul), Days of Wine and Roses (1962) (Vin și trandafiri), The China Syndrome (1979) (Sindromul), Tribute(1980) (Tributul) și controversatul Missing (Disparut)1982.  În 1988 a fost distins cu "Lifetime Achievement Award" (Premiul pentru întreaga carieră) din partea AFI (American Film Institute -- Institutul American de Film).
Ultimul film în care a jucat Jack Lemmon a fost The Legend of Bagger Vance (Legenda lui Bagger Vance), regizat de Robert Redford și prezentat in cinematografe în anul 2000.

## Filmografie

### Film
| An   | Titlu                                                 | Rol                             | Note |
| ---- | ----------------------------------------------------- | ------------------------------- | --- |
| 1949 | The Lady Takes a Sailor                               | Plasterer                       | Uncredited |
| 1954 | It Should Happen to You                               | Pete Sheppard                   | |
| 1954 | Phffft!                                               | Robert Tracey                   | |
| 1955 | Three for the Show                                    | Martin "Marty" Stewart          | |
| 1955 | Mister Roberts                                        | Ensign Frank Thurlowe Pulver    | Academy Award for Best Supporting Actor Nominated — BAFTA Award for Best Actor in a Leading Role |
| 1955 | My Sister Eileen                                      | Robert "Bob" Baker              | |
| 1955 | Hollywood Bronc Busters                               | Himself                         | |
| 1956 | You Can't Run Away from It                            | Peter Warne                     | |
| 1957 | Fire Down Below                                       | Tony                            | |
| 1957 | Operation Mad Ball                                    | Private Hogan                   | |
| 1958 | Cowboy                                                | Frank Harris                    | |
| 1958 | Bell, Book and Candle                                 | Nicky Holroyd                   | |
| 1959 | Unora le place jazul                                  | Jerry "Gerald" / "Daphne"       | BAFTA Award for Best Actor in a Leading Role Golden Globe Award for Best Actor – Motion Picture Musical or Comedy Laurel Award for Top Male Comedy Performance (2nd place) Nominated — Academy Award for Best Actor |
| 1959 | It Happened to Jane                                   | George Denham                   | |
| 1960 | Apartamentul                                          | C. C. Baxter                    | BAFTA Award for Best Actor in a Leading Role Golden Globe Award for Best Actor – Motion Picture Musical or Comedy Laurel Award for Top Male Comedy Performance Nominated — Academy Award for Best Actor |
| 1960 | Stowaway in the Sky                                   | Narrator                        | Voice |
| 1960 | Pepe                                                  | Daphne                          | Cameo |
| 1960 | The Wackiest Ship in the Army                         | Lt. Rip Crandall                | |
| 1962 | The Notorious Landlady                                | William "Bill" Gridley          | |
| 1962 | Days of Wine and Roses                                | Joe Clay                        | Fotogramas de Plata Award for Best Foreign Performer San Sebastián International Film Festival Award for Best Actor Sant Jordi Award for Best Performance in a Foreign Film Laurel Award for Top Male Comedy Performance Nominated — Academy Award for Best Actor Nominated — BAFTA Award for Best Actor in a Leading Role Nominated — Golden Globe Award for Best Actor – Motion Picture Drama |
| 1963 | Irma la Douce                                         | Nestor Patou / Lord X           | Laurel Award for Top Male Comedy Performance Nominated — Golden Globe Award for Best Actor – Motion Picture Musical or Comedy |
| 1963 | Under the Yum Yum Tree                                | Hogan                           | Nominated — Golden Globe Award for Best Actor – Motion Picture Musical or Comedy |
| 1964 | Good Neighbor Sam                                     | Sam Bissel                      | Nominated — BAFTA Award for Best Actor in a Leading Role |
| 1965 | How to Murder Your Wife                               | Stanley Ford                    | Laurel Award for Top Male Comedy Performance Nominated — BAFTA Award for Best Actor in a Leading Role |
| 1965 | The Great Race                                        | Professor Fate / Prince Hapnick | Laurel Award for Top Male Comedy Performance (2nd place) Nominated — Golden Globe Award for Best Actor – Motion Picture Musical or Comedy |
| 1966 | The Fortune Cookie                                    | Harry Hinkle                    | |
| 1967 | Luv                                                   | Harry Berlin                    | |
| 1968 | There Comes a Day                                     |                                 | |
| 1968 | The Odd Couple                                        | Felix Ungar                     | Laurel Award for Top Male Comedy Performance (2nd place) Nominated — Golden Globe Award for Best Actor – Motion Picture Musical or Comedy |
| 1969 | The April Fools                                       | Howard Brubaker                 | |
| 1970 | The Out-of-Towners                                    | George Kellerman                | Nominated — Golden Globe Award for Best Actor – Motion Picture Musical or Comedy |
| 1971 | Kotch                                                 | Sleeping bus passenger          | Director |
| 1972 | The War Between Men and Women                         | Peter Edward Wilson             | |
| 1972 | Avanti!                                               | Wendell Armbruster, Jr.         | Golden Globe Award for Best Actor – Motion Picture Musical or Comedy |
| 1973 | Save the Tiger                                        | Harry Stoner                    | Academy Award for Best Actor Nominated — Golden Globe Award for Best Actor – Motion Picture Drama |
| 1974 | The Police Can't Move                                 | Narrator                        | Voice |
| 1974 | The Front Page                                        | Hildebrand "Hildy" Johnson      | David di Donatello for Best Actor (shared with Walter Matthau) Nominated — Golden Globe Award for Best Actor – Motion Picture Musical or Comedy |
| 1975 | Wednesday                                             | Jerry Murphy                    | |
| 1975 | The Gentleman Tramp                                   | Narrator                        | Voice |
| 1975 | Prizonierul din Manhattan                             | Mel Edison                      | |
| 1976 | Alex & the Gypsy                                      | Alexander Main                  | |
| 1977 | Airport '77                                           | Captain Don Gallagher           | |
| 1979 | The China Syndrome                                    | Jack Godell                     | Best Actor Award David di Donatello for Best Actor (tied with Dustin Hoffman) BAFTA Award for Best Actor in a Leading Role Nominated — Academy Award for Best Actor Nominated — Golden Globe Award for Best Actor – Motion Picture Drama |
| 1980 | Tribute                                               | Scottie Templeton               | Silver Bear for Best Actor (Berlin) Genie Award for Best Performance by a Foreign Actor Nominated — Academy Award for Best Actor Nominated — Golden Globe Award for Best Actor – Motion Picture Drama |
| 1981 | Buddy Buddy                                           | Victor Clooney                  | |
| 1982 | Missing                                               | Ed Horman                       | Best Actor Award Nominated — Academy Award for Best Actor Nominalizare — BAFTA Award for Best Actor in a Leading Role Nominalizare — David di Donatello for Best Foreign Actor Nominalizare — Golden Globe Award for Best Actor – Motion Picture Drama |
| 1984 | Mass Appeal                                           | Father Tim Farley               | |
| 1985 | Macaroni                                              | Robert Traven                   | |
| 1986 | That's Life!                                          | Harvey Fairchild                | Nominalizare — Golden Globe Award for Best Actor – Motion Picture Musical or Comedy |
| 1989 | Tata                                                  | Jake Tremont                    | Nominalizare — Golden Globe Award for Best Actor – Motion Picture Drama |
| 1991 | JFK                                                   | Jack Martin                     | |
| 1992 | Beyond JFK: The Question of Conspiracy                | Rolul său                       | |
| 1992 | The Player                                            | Rolul său                       | |
| 1992 | Glengarry Glen Ross                                   | Shelley Levene                  | National Board of Review Award for Best Actor Valladolid International Film Festival Award for Best Actor Volpi Cup Award for Best Actor |
| 1993 | Luck, Trust & Ketchup: Robert Altman In Carver County | Rolul său                       | |
| 1993 | Short Cuts                                            | Paul Finnigan                   | Golden Globe Award for Best Ensemble Cast Volpi Cup |
| 1993 | Grumpy Old Men                                        | John Gustafson                  | |
| 1995 | The Grass Harp                                        | Dr. Morris Ritz                 | |
| 1995 | Grumpier Old Men                                      | John Gustafson                  | |
| 1996 | Getting Away with Murder                              | Max Mueller / Karl Luger        | |
| 1996 | My Fellow Americans                                   | President Russell P. Kramer     | |
| 1996 | Hamlet                                                | Marcellus                       | |
| 1997 | Out to Sea                                            | Herb Sullivan                   | |
| 1997 | Off the Menu: The Last Days of Chasen's               | Himself                         | |
| 1998 | Puppies for Sale                                      | Pet shop owner                  | |
| 1998 | The Odd Couple II                                     | Felix Ungar                     | |
| 2000 | The Legend of Bagger Vance                            | Narrator / Hardy Greaves        | Uncredited |

### Televiziune
| An        | Titlu                                | Rol                                                                     | Note |
| --------- | ------------------------------------ | ----------------------------------------------------------------------- | --- |
| 1949–1950 | That Wonderful Guy                   | Harold                                                                  | |
| 1950      | Toni Twin Time                       | Host                                                                    | Episode dated 31 mai 1950 |
| 1951      | The Ad-Libbers                       | Celebrity panelist                                                      | 5 episodes |
| 1951–1952 | The Frances Langford-Don Ameche Show | Newlywed                                                                | "The Couple Next Door" sketches |
| 1952      | Heaven for Betsy                     | Pete Bell                                                               | |
| 1954      | The Road of Life                     | Surgeon                                                                 | |
| 1956      | The Day Lincoln Was Shot             | John Wilkes Booth                                                       | |
| 1957      | What's My Line?                      | Mystery Guest                                                           | Season 9, Episode 10 |
| 1957–1958 | Alcoa Theatre                        | Henry Coyle Steve Tyler Wally Mall Lieutenant Tony Crawford Edward King | Episode: "Disappearance" Episode: "Most Likely to Succeed" Episode: "Loudmouth" Episode: "The Days of November" Episode: "Souvenir" |
| 1976      | The Entertainer                      | Archie Rice                                                             | |
| 1987      | Long Day's Journey into Night        | James Tyrone, Sr.                                                       | Nominated — Golden Globe Award for Best Actor – Miniseries or Television Film |
| 1988      | The Murder of Mary Phagan            | Gov. John Slaton                                                        | Nominated — Primetime Emmy Award for Outstanding Lead Actor – Miniseries or a Movie Nominated — Golden Globe Award for Best Actor – Miniseries or Television Film |
| 1992      | For Richer, for Poorer               | Aram Katourian                                                          | |
| 1993      | A Life in the Theater                | Robert                                                                  | Nominated — Golden Globe Award for Best Actor – Miniseries or Television Film |
| 1994      | Wild West                            | Host                                                                    | |
| 1996      | A Weekend in the Country             | Bud Bailey                                                              | |
| 1997      | The Simpsons                         | Frank Ormand                                                            | Voice Episode: "The Twisted World of Marge Simpson" |
| 1997      | 12 Angry Men                         | Juror No. 8                                                             | Nominated — Primetime Emmy Award for Outstanding Lead Actor – Miniseries or a Movie Nominated — Golden Globe Award for Best Actor – Miniseries or Television Film Nominated — Screen Actors Guild Award for Outstanding Performance by a Male Actor in a Miniseries or Television Movie |
| 1998      | The Long Way Home                    | Thomas Gerrin                                                           | |
| 1999      | Inherit the Wind                     | Henry Drummond                                                          | Golden Globe Award for Best Actor – Miniseries or Television Film Nominated — Primetime Emmy Award for Outstanding Lead Actor – Miniseries or a Movie |
| 1999      | Tuesdays with Morrie                 | Morrie Schwartz                                                         | Primetime Emmy Award for Outstanding Lead Actor – Miniseries or a Movie Screen Actors Guild Award for Outstanding Performance by a Male Actor in a Miniseries or Television Movie Nominated — Golden Globe Award for Best Actor – Miniseries or Television Film                         |